# Número de Nusselt
El número de Nusselt (Nu) es un número adimensional que mide el aumento de la transmisión de calor desde una superficie por la que un fluido discurre (transferencia de calor por convección) comparada con la transferencia de calor si ésta ocurriera solamente por conducción.
Así por ejemplo en transferencia de calor dentro de una cavidad por convección natural, cuando el número de Rayleigh es inferior a 1000 se considera que la transferencia de calor es únicamente por conducción y el número de Nusselt toma el valor de la unidad. En cambio para números de Rayleigh superiores, la transferencia de calor es una combinación de conducción y convección, y el número de Nusselt toma valores superiores.

## Etimología
El Número de Nusselt se llama así en honor a Wilhelm Nusselt (1882 - 1957).

## Simbología
| Símbolo                       | Nombre                                | Unidad     |
| ----------------------------- | ------------------------------------- | ---------- |
| {\displaystyle \mathrm {Nu} } | Número de Nusselt                     |            |
| {\displaystyle h}             | Coeficiente de transferencia de calor | W / (m2 K) |
| {\displaystyle L}             | Longitud característica               | m          |
| {\displaystyle k_{f}}         | Conductividad térmica                 | W / (m K)  |

## Descripción
Se define como:
{\displaystyle \mathrm {Nu} ={\frac {\mbox{Transferencia de calor por convección}}{\mbox{Transferencia de calor por conducción}}}}
|               | 1                                                                                        |
| ------------- | ---------------------------------------------------------------------------------------- |
| Ecuaciones    | {\displaystyle \mathrm {Nu} ={\frac {h\ \Delta T\ (d^{2})}{k_{f}\ \Delta T\ (d^{2}/L)}}} |
| Simplificando | {\displaystyle \mathrm {Nu} ={\frac {h\ L}{k_{f}}}}                                      |

{\displaystyle \mathrm {Nu} ={\frac {h\ L}{k_{f}}}}
Ambas transferencias se consideran en la dirección perpendicular al flujo.
El número de Nusselt puede también verse como un gradiente adimensional de temperatura en la superficie. En transferencia de masa el número análogo al número de Nusselt es el número de Sherwood.
Existen muchas correlaciones empíricas expresadas en términos del número de Nusselt para, por ejemplo, placas planas, cilindros, dentro de tuberías, etc, que evalúan generalmente el número de Nusselt medio en una superficie. Estas correlaciones tienen la forma de Nu = f(Número de Reynolds o Número de Rayleigh, Número de Prandtl). Computacionalmente el número de Nusselt medio puede obtenerse integrando el número de Nusselt local en toda la superficie.

## Flujo interno laminar desarrollado
Se define flujo interno laminar aquel que discurre en el interior de conductos y con números de Reynolds suficientemente bajos para no ser considerados ni turbulentos ni de transición. Por ejemplo, un flujo en el interior de una tubería con un número de Reynolds inferior a 2300.
Se entiende como flujo desarrollado aquel que tiene los perfiles de velocidad y temperatura adimensional constantes a lo largo de la longitud del conducto. Esto ocurre más allá de lo que se conoce como región de entrada.
Para este tipo de flujos es relativamente fácil obtener analíticamente números de Nusselt como los mostrados en la siguiente tabla. Se diferencian dos condiciones de contorno en la pared: flujo de calor constante y temperatura de pared constante. La longitud característica considerada es el diámetro hidráulico.
| Sección transversal                                                        | NuDh (flujo de calor constante) | NuDh (temperatura de pared constante) |
| -------------------------------------------------------------------------- | ------------------------------- | ------------------------------------- |
| Triángulo equilátero                                                       | 3                               | 2,35                                  |
| Cuadrangular                                                               | 3,63                            | 2,89                                  |
| Circular                                                                   | 4,364                           | 3,66                                  |
| Rectangular (Relación de aspecto 4)                                        | 5,35                            | 4,65                                  |
| Dos placas planas de longitud infinita                                     | 8,235                           | 7,54                                  |
| Dos placas planas de longitud infinita y una de ellas aislada térmicamente | 5,385                           | 4,86                                  |

## Flujo interno turbulento desarrollado
En cuanto a flujo interno turbulento cabe destacar las siguientes correlaciones:
Correlación de Dittus & Boelter:
| Símbolo                           | Nombre                                                                                        |
| --------------------------------- | --------------------------------------------------------------------------------------------- |
| {\displaystyle \mathrm {Nu} _{D}} | Número de Nusselt considerando como longitud característica el diámetro o diámetro hidráulico |
| {\displaystyle \mathrm {Re} _{D}} | Número de Reynolds                                                                            |
| {\displaystyle \mathrm {Pr} }     | Número de Prandtl                                                                             |

- Esta correlación es válida para los rangos 0,7 < Pr < 160, ReD >10000 y L/D > 10.
- El exponente de Pr tiene el valor de n=0.3 cuando el fluido se enfría y n=0.4 cuando el fluido se calienta.
- Las propiedades físicas se deben evaluar a la temperatura del fluido.
- Está correlación presenta errores máximos en sus resultados del 40% comparada con datos experimentales.
- Se puede utilizar tanto en cálculos en condiciones de temperatura de pared y flujo de calor constantes.

Correlación de Sieder & Tate:
Esta correlación se utiliza en aplicaciones en donde la influencia de la temperatura en las propiedades físicas es significativa.
| Símbolo                       | Nombre                                           | Unidad |
| ----------------------------- | ------------------------------------------------ | ------ |
| {\displaystyle \mu }          | Viscosidad evaluada a la temperatura del fluido  | Pa s   |
| {\displaystyle \mu ^{\circ }} | Viscosidad evaluada a la temperatura de la pared | Pa s   |

Consideraciones de utilización:
- Esta correlación es válida para los rangos 0.7 < Pr < 16700 y ReD > 104.
- Las propiedades físicas se deben evaluar a la temperatura del fluido excepto μ0.
- Se puede utilizar tanto en cálculos en condiciones de temperatura de pared y flujo de calor constantes.

Correlación de Petukhov & Kirilov:
Pese a su complejidad merece la pena citar esta correlación por su precisión.
| Símbolo           | Nombre                                                                                                |
| ----------------- | --- |
| {\displaystyle f} | Factor de fricción y se puede estimar mediante el diagrama de Moody o la ecuación de Colebrook-White. |

Consideraciones de utilización:
- Esta correlación tiene errores del 5% en el rango 0.5 < Pr < 106 y 4000 < ReD < 5·106.

## Flujo externo laminar
En mecánica de fluidos flujo externo es aquel en el que las capas límite se desarrollan libremente sin restricciones impuestas por superficies adyacentes. Por tanto siempre existirá una región de flujo fuera de la capa límite en el que los gradientes de velocidad, temperatura y/o concentración son despreciables.
Las siguientes correlaciones para el número de Nusselt son aplicables en régimen laminar.
Flujo paralelo a una placa plana de temperatura superficial constante:
| Fórmula                                                                             | Para                            |
| ----------------------------------------------------------------------------------- | ------------------------------- |
| {\displaystyle \mathrm {Nu} _{x}=0.332\,\mathrm {Re} _{x}^{1/2}\mathrm {Pr} ^{1/3}} | {\displaystyle \mathrm {Pr} =1} |
| {\displaystyle \mathrm {Nu} _{x}=0.664\,\mathrm {Re} _{x}^{1/2}\mathrm {Pr} ^{1/3}} | {\displaystyle \mathrm {Pr} <1} |
| {\displaystyle \mathrm {Nu} _{x}=0.339\,\mathrm {Re} _{x}^{1/2}\mathrm {Pr} ^{1/3}} | {\displaystyle \mathrm {Pr} >1} |

En este caso la longitud característica (x) es la distancia desde el inicio de la placa. Las propiedades físicas se deben evaluar a la temperatura de la corriente libre.
Flujo perpendicular a un cilindro de temperatura superficial constante:
{\displaystyle {\overline {\mathrm {Nu} }}_{D}\ =0.30+{\frac {0.62\mathrm {Re} _{D}^{1/2}\mathrm {Pr} ^{1/3}}{[1+(0.40/\mathrm {Pr} )^{2/3}]^{1/4}}}*[1+(\mathrm {Re} _{D}/282000)^{5/8}]^{4/5}}
En este caso la longitud característica es el diámetro del cilindro. Las propiedades físicas se deben evaluar a la temperatura media de la corriente libre y de la superficie.
Flujo alrededor de una esfera de temperatura superficial constante:
{\displaystyle {\overline {\mathrm {Nu} }}_{D}\ =2+(0.4\mathrm {Re} _{D}^{1/2}+0.06\mathrm {Re} _{D}^{2/3})\mathrm {Pr} ^{0.4}\left({\frac {\mu }{\mu _{s}}}\right)^{1/4}}
La longitud característica es el diámetro de la esfera. μs es la viscosidad del fluido evaluada a la temperatura superficial de la esfera. Las propiedades físicas se deben evaluar a la temperatura de la corriente libre.

## Flujo externo turbulento
Flujo paralelo a una placa plana de temperatura superficial constante:
{\displaystyle \mathrm {Nu} _{x}=0.029\,\mathrm {Re} _{x}^{0.8}G}
Esta correlación es válida para números de Prandtl turbulentos cercanos a 1. El parámetro G se define como:
{\displaystyle G={\frac {\mathrm {Pr} }{(0.029/\mathrm {Re} _{x})^{1/2}[5\mathrm {Pr} +5\ln[(1+5\mathrm {Pr} )/6]-5]+1}}}
Las propiedades físicas se deben evaluar a la temperatura de la corriente libre.

## Convección natural
Se define la convección natural (o convección libre) como el movimiento convectivo producido en fluido y debido solamente a la variación de temperatura (densidad) en el interior del fluido.
Convección natural desde una superficie vertical:
Se puede emplear la correlación de Churchill & Chu válida también para superficies inclinadas cambiando la aceleración de la gravedad (g) de la definición del número de Rayleigh por (g·sin γ) en donde γ es el ángulo de desviación de la superficie respecto al plano vertical. Esta correlación es válida para la condición de contorno de temperatura de la pared constante.
{\displaystyle {\overline {\mathrm {Nu} }}_{L}\ =\left[0.825+{\frac {0.387\mathrm {Ra} _{L}^{1/6}}{\left[1+\left({\frac {0.492}{\mathrm {Pr} }}\right)^{9/16}\right]^{8/27}}}\right]^{2}}
Consideraciones de utilización:
- Esta correlación es válida para los rangos 0.1 < RaL < 1012 y 0° < γ < 60°.
- La longitud característica (L) es la longitud vertical de la pared.
- Las propiedades físicas se deben evaluar a la temperatura media de la pared y el ambiente.

Las correlaciones de Vliet & Liu son válidas para la condición de contorno de flujo de calor constante en la pared.
| Fórmula                                                                            | Para                                                   |
| ---------------------------------------------------------------------------------- | ------------------------------------------------------ |
| {\displaystyle \mathrm {Nu} _{x}=0.60\,(\mathrm {Gr} _{x}^{*}\mathrm {Pr} )^{1/5}} | {\displaystyle 10^{5}<\mathrm {Gr} _{x}^{*}Pr<10^{13}} |
| {\displaystyle {\overline {\mathrm {Nu} }}_{L}\ =1.25\,\mathrm {Nu} _{L}}          | {\displaystyle 10^{5}<\mathrm {Gr} _{x}^{*}Pr<10^{11}} |

| Fórmula                                                                              | Para                                                      |
| ------------------------------------------------------------------------------------ | --------------------------------------------------------- |
| {\displaystyle \mathrm {Nu} _{x}=0.568\,(\mathrm {Gr} _{x}^{*}\mathrm {Pr} )^{0.22}} | {\displaystyle 10^{13}<\mathrm {Gr} _{x}^{*}Pr<10^{16}}   |
| {\displaystyle {\overline {\mathrm {Nu} }}_{L}\ =1.136\,\mathrm {Nu} _{L}}           | {\displaystyle 2*10^{13}<\mathrm {Gr} _{x}^{*}Pr<10^{16}} |

:En ambas correlaciones Grx* es una definición especial del número de Grashof:
| Símbolo                               | Nombre                                | Unidad    |
| ------------------------------------- | ------------------------------------- | --------- |
| {\displaystyle \mathrm {Gr} _{x}^{*}} | Número de Grashof                     |           |
| {\displaystyle \beta }                | Coeficiente de expansión térmica      | K-1       |
| {\displaystyle q'}                    | Flujo de calor de superficie uniforme | W / m2    |
| {\displaystyle k}                     | Conductividad térmica                 | W / (m K) |
| {\displaystyle \nu }                  | viscosidad cinemática                 | m2 / s    |
| {\displaystyle g}                     | Aceleración de la gravedad            | m / s2    |
| {\displaystyle x}                     | Longitud característica               | m         |

Convección natural desde una superficie horizontal:
Las correlaciones de McAdams son válidas cuando la temperatura de la superficie es constante:
- Superficies calientes mirando hacia abajo (superficies frías mirando hacia arriba)

{\displaystyle {\overline {\mathrm {Nu} }}\ =0.27\,\mathrm {Ra} ^{1/4}} para 105 < Ra < 1010
- Superficies calientes mirando hacia arriba (superficies frías mirando hacia abajo)

{\displaystyle {\overline {\mathrm {Nu} }}\ =0.54\,\mathrm {Ra} ^{1/4}} para 104 < Ra < 107
{\displaystyle {\overline {\mathrm {Nu} }}\ =0.15\,\mathrm {Ra} ^{1/3}} para 107 < Ra < 1011
Fuji & Imura extendieron la correlación de este último caso para flujo de calor constante en la superficie:
{\displaystyle {\overline {\mathrm {Nu} }}\ =0.14\,\mathrm {Ra} ^{1/3}} para Ra > 2·108
Convección natural desde cilindros horizontales:
Se recomienda la utilización de la correlación de Churchill & Chu.
{\displaystyle {\overline {\mathrm {Nu} }}_{D}\ =\left[0.60+0,387\left[{\frac {\mathrm {Ra} _{D}}{\left[1+\left({\frac {0.559}{\mathrm {Pr} }}\right)^{9/16}\right]^{16/9}}}\right]^{1/6}\right]^{2}}
Consideraciones de utilización:
- Esta correlación es válida para el rango 10-5 < RaD < 1012.
- La longitud característica (D) es el diámetro del cilindro.
- Esta correlación es válida para la condición de contorno de temperatura superficial constante.
- Las propiedades físicas se deben evaluar a la temperatura media de la superficie y el ambiente.

Convección natural desde esferas:
Se recomienda la utilización de la correlación de Yuge.
{\displaystyle {\overline {\mathrm {Nu} }}_{D}\ =2+0.43\,\mathrm {Ra} _{D}^{1/4}}
Consideraciones de utilización:
- Esta correlación es válida para los rangos 1 < RaD < 105 y Pr = 1.
- La longitud característica (D/3) es el diámetro de la esfera.
- Esta correlación es válida para la condición de contorno de temperatura superficial constante.
- Las propiedades físicas se deben evaluar a la temperatura media de la superficie y el ambiente.